# 히노정 (돗토리현)
히노정(일본어: 日野町)은 일본 돗토리현 히노군의 정이다.

## 역사
- 1889년 10월 1일 - 정촌제 시행으로 네우촌, 마스미촌, 와타리촌, 야스이촌, 구로시카촌, 간보쿠촌이 성립하였다.
- 1913년 9월 1일 - 와타리촌, 야스이촌이 합병해 히노촌이 성립하였다.
- 1913년 10월 17일 - 구로시카촌, 간보쿠촌이 합병해 구로시카촌이 되었다.
  - 네우촌, 마스미촌이 합병해 네우정이 되었다.
- 1936년 1월 1일 - 구로시카촌이 정으로 승격해 구로시카정이 되었다.
- 1953년 10월 1일 - 네우정, 히노촌이 합병해 네우정이 되었다.
- 1959년 5월 1일 - 네우정, 구로시카정이 합병해 히노정이 성립하였다.

## 교통

### 철도
- 서일본 여객철도 하쿠비선

### 도로
- 고후미요시 도로(일본어판)
- 국도 제180호선
- 국도 제181호선
- 국도 제183호선